# Лев Браун
Лью Браун (англ. Lew Brown; 10 грудня 1893) — автор текстів популярних пісень у Сполучених Штатах. Під час Першої світової війни та бурхливих двадцятих років він писав тексти для кількох провідних композиторів, особливо для Альберта фон Тільцера. Браун був однією третиною успішної команди з написання пісень і видавництва музики з Бадді ДеСільвою і Реєм Гендерсоном з 1925 по 1931 рік. Браун також написав або був співавтором багатьох бродвейських шоу та голлівудських фільмів. Серед його найпопулярніших пісень — «Застібни пальто», «Не сиди під яблунею», «Життя — це просто миска вишні», «Те старе почуття», «Народження блюзу».

## Рання життя і сім'я
Браун народився 10 грудня 1893 року в Одесі, Російська імперія, частина сучасної України, в сім'ї Етти (Гірша) та Якова Браунштейнів. Його родина була єврейською. Коли йому було п'ять років, його родина іммігрувала до Сполучених Штатів і оселилася в Нью-Йорку. Він відвідував середню школу ДеВітта Клінтона, але за пропозицією вчителя залишив, щоб продовжити свою кар'єру автора пісень, не закінчивши її.
Лью Браун був одружений спочатку на Сільвії Фіске, а потім на Кетрін «Джун» Браун до самої смерті. У нього було дві дочки від першого шлюбу, Наомі Браун Грайф і Арлайн Браун Малліган. Остання була одружена з видатним джазовим саксофоністом Джеррі Малліганом.
Кар'єра
Браун почав писати для Tin Pan Alley у 1912 році і співпрацював із визнаними композиторами, такими як Альберт фон Тільцер. Дві з їхніх добре відомих робіт того року були «(I'm Going Back to) Kentucky Sue» та «Я найодинока» в місті. Потім Браун написав низку популярних пісень Першої світової війни протягом 1914–1918 років, об'єднавшись з фон Тілцером, Елом Гарріманом та іншими композиторами.
У 1925 році Браун уклав свою найуспішнішу співпрацю з написанням пісень із Бадді ДеСільвою та Реєм Гендерсоном. Їхні веселі хіти, такі як «Button Up Your Overcoat» і «The Birth of the Blues», заслужили постійну вдячність за «багату різноманітність словесних мозаїк» і «зворушливі образи, які були їхньою торговою маркою». ДеСільва пішов у 1931 році, але Браун і Хендерсон продовжували озвучувати бродвейські шоу. Браун також працював з іншими композиторами, як-от Семмі Фейн. «У 1939 році Браун підрахував, що він написав близько 7000 пісень або працював над ними».
Браун написав текст до фільму «Не сиди під яблунею» (1942), який з'явився у фільмі «Рядовий Бакару». Записи Гленна Міллера та сестер Ендрюс популяризували пісню серед солдатів Другої світової війни та радіоаудиторії. Незабаром після цього хіта Браун відмовився від написання пісень.
Відзнаки та нагороди Пісня Брауна і Фейна «Те старе почуття» (1937) була номінована на премію Оскар за найкращу оригінальну пісню. «Don't Sit Under the Apple Tree» була внесена в Зал слави Греммі. Фон Тілцер, ДеСільва, Браун і Хендерсон були включені до першого класу Зали слави авторів пісень.

### Біографічний фільм
Команда авторів пісень ДеСільви, Брауна та Хендерсона була предметом музичного біографічного фільму 1956 року: «Найкращі речі в житті безкоштовні». Брауна зіграв Ернест Боргнін.

### Смерть
Браун помер від серцевого нападу вдома в Нью-Йорку 5 лютого 1958 року.

### Театральні постановки на Бродвеї
Скандали Джорджа Уайта 1925 року (1925)
Скандали Джорджа Уайта 1926 року (1926)
Добра новина (1927)
Манхеттен Мері (1927)
Скандали Джорджа Уайта 1928 року (1928)
Тримай все! (1928)
Слідувати (1929)
Політ високо (1930)
Скандали Джорджа Уайта 1931 року (1931)
Вдари мене рожевим (1933)
Покликання всіх зірок (1934)
Хлопчик Йокел (1939)
Божевільний від спеки (1941)